# Repate zvijeri
Repate zvijeri (尾獣, bijū) su devet gigantskih demona u manga i anime serijama Naruto. Oni koji su do sada viđeni malo su veći od Gamabunte, koji je viši od 100 metara. Svaka repata zvijer ima različit broj repova te je svaka druge vrste. U usporedbi s ljudime, repate zvijeri posjeduju ogromnu količinu chakre koja se u serijeme opisuje kao "ultimativna chakra". Shukakuova je chakra otprilike nekoliko puta veća od one bilokojeg čovjeka, dok je chakra devetorepe lisice gotovo bezgranična. Bez obzira na njihovu nepobjedivu moć i snagu, nisu sve zvijeri sposobne tu chakru pametno iskoristiti. Tororepata zvijer, naprimjer, ne posjeduje dovoljno pameti da kontrolira svoju vlastitu snagu, što je čini slabijom.
Oni, u kojima su zapečaćene repate zvijeri pri njihovom rođenju, zovu se jinchūriki ((人柱力, Jinchūriki, "Moć ljudske žrtve"), te žive kako bi koristili te njihove moći. U nekim slučajevima, oni su ustvari snažniji od repatih zvijeri koje posjeduju. To je zato što imaju znanje kojim mogu pametno iskoristiti njihovu snagu, dok bi nazapečaćenoj zvijeri moglo nedostajati dovoljno inteligencije za to. Domaćin također ima neke fizičke znakove koji su karakteristični za njihove repate zvijeri (Narutovi životinjski brkovi, prstenovi oko Gaarinih očiju, Yugitine kose oči). Naruto riječ jinchūriki shvaća kao uvredu i neljudski izraz. Prema članovima Akatsukija, oni koji nose takve zvijeri obično su usamljeni ljudi koji nisu skloni čovječnosti, a do sada je to bilo istiniti (barem na prvi pogled). Kada su prve dvije repate zvijeri bile zarobljene, nitko od ljudi iz njihova sela nije o tome brinuo niti im pokušao pomoći; zapravo, bili su zahvalni na tome što su ih se riješili. Poznato je da će smrt domaćina rezultirati smrću njegove repate zvijeri te su oni do sada viđeni kako pokazuju nenamjerne obrambene moći (Gaarina automatska pješčana obrana). S druge strane, ako se repata zvijer izvuče iz domaćina, to će također rezultirati njegovom smrću.
Za vrijeme Velikog rata shinobija, Skriveno Selo svake zemlje pokušalo se okoristiti repatim zvijerima u ratne svrhe te se je za njih natjecalo. Međutim, nitko nikada nije bio sposoban kontrolirati repatu zvijer. Ideja o zapečaćivanju repatih zvijeri u čovjeka, kako bi se pridobila njihova moć, pokazala se jedinom mogućom idejom kojom bi se mogla kontrolirati velika moć tih zvijeri.
Akatsuki za sada skuplja svih devet repatih zvijeri. Oni zarobe domaćina i odvedu ga na tajno mjesto gdje iz njega repatu zvijer izvlače jutsuom dugim tri dana. Za sada posjeduju sedam repatih zvijeri: Shukakua, Dvorepu Demonsku Mačku, Torepatu Zvijer, Četverorepu zvijer i tri ostale nepoznate zvijeri. Svi su oni, osim Četverorepog, već izvučeni i zapečaćeni.

## Poznate repate zvijeri

### Jednorepi Shukaku
- Naziv: Jednorepi Shukaku (一尾守鶴, Ichibi no Shukaku) ili Shukaku Pijeska (砂の守鶴, Suna no Shukaku), engleski prijevod: Shukaku, Duh Pijeska

- Vrsta zvijeri: Tanuki (rakun-pas, postoji samo u Japanu i drugim azijskim pokrajinama)

- Domaćin: Nema, prije bio Gaara

- Jedinstvene sposobnosti: Pljuvanje koncentriranih lopta vjetra pomiješanih s chakrom

- Status: Zarobio ga, izvukao iz dimaćina i zapečatio Akatsuki

Rečeno je da je Shukaku izopaćen duh jednog redovnika Pijeska koji se pretvorio u demona. prvotno je bio zapečaćen u jedan čajnik, a zatim u svog prvog domaćina. Zapečaćen je u Gaaru, uz pomoć Chiyo i zapovjedi njegova oca, Četvrtog Kazekagea, pri čemu je njegova majka služila kao žrtva. Shukaku je imao još dva domaćina prije Gaare, no obadva su poginula pod Shukakuovim pijanstvom. Shukaku se može prevesti na 'pijan' na japanskom jeziku. Poput ostalih repatih zvijeri, njegov urođen bijes i želja za krvlju utječu na ponašanje domaćina te on uživa u pogodnoj prilici da ubije svakoga blizu sebe. 
Kao domaćin Shukakua, Gaara ima sposobnost pomicati i podizati pijesak samom voljom, te je uvijek zaštićen Oklopom od pijeska, bez utjecaja svoje vlastite volje (pijesak njegovo tijelo brani i od ozljeda koje si pokuša sam nanijeti). On također pati od nesanice, što je posljedica bivanja Shukakuova domaćina. Ako zaspi, Shukaku bi pojeo njegovu osobnost.
Kada je bijesan ili veoma krvoločan, Gaara se počinje transformirati u Shukakua ljudske veličine tako da svoje tijelo pokrije pijeskom. Pijesak preuzima oblik Shukakua te znatno povećava Gaarine sposobnosti. Dok je u tom stanju, Gaara dobiva ogromnu snagu, izdržljivost i sposobnost upotrebe Pješčanog Shurikena. Također može istezati svoje pješčane udove, kao što je to radio s običnim pijeskom, no razlika je u tome što njegovi udovi ostaju jednako snažni kao kad su pričvršćeni. Ova se transformacija, izgleda, odvija veoma sporo, pošto je Gaara dvaput pokušao postići taj oblik te je oba puta zakazao. U prvom ga je pokušaju Sasuke ozlijedio za vrijeme transformacije na Chunin ispitu. Kasnije, kada ju je zamalo završio, omeo ga je Naruto tijekom borbe u šumi. Gaara je jedino bio u mogućnosti doći do te točke da mu je cijelo tijelo, osim nogu, bilo prekriveno pijeskom.
U strašnijim slučajevima, Gaara može stvoriti repliku Shukakua prirodne veličine iz samog pijeska. Za razliku od njegove verzije ljudske veličine, replika se može stvoriti gotovo trenutno. Gaara upravlje Shukakuom iznutra, tako da ostaje zaštićen od neprijateljskih napada. Iako je napravljen od pijeska, Gaara očito nije u mogućnosti regenerirati ozljede koje su nanensene replici. Dok je u tom obliku, Gaara također može osloboditi Shukakuovu dušu, dopuštajući demonu da upotrijebi svoju punu moć. Kako bi to učinio, Gaara mora djelomično izaći iz replike te se smijestiti na vrhu njezine glave i natjerati se tehnikom na prisilno spavanje. Nakon svog oslobođenja, Shukaku može koristiti svoju najpoznatiju sposobnost: tehniku Oslobađanje vjetra: Prodorni zračni metak. Zato što Gaara izvire iz vrha Shukakuove glave, on se može i nasilno probuditi, čime bi se mogla potisnuti Shukakuova duša.
Za vrijeme dijela radnje Spašavanje Gaare, Shukakua je nasilno iz Gaare izvukao Akatsuki, čime ga je ubio. Na njegovu sreću, ponovno je oživljen uz pomoć Chiyine tehnike prijenosa života i Narutove chakre. Gaarina sposobnost upravljanja pijeskom ostaje, iako se ne zna do koje razine.

### Zanimljivosti
- Shukaku je ponekad zamijenjen s jazavcem, rakunom ili pandom.

- Tanuki su, poput kisune, magične zvijeri iz japanske narodne predaje te se njih dvoje obično spominju kao neprijatelji

- Postoji japanska legenda o redovniku i Tanukiju zapečaćenom u čajniku, a zvan je Banbuku Chagana.

### Matatabi
- Naziv: Dvorepi Matatabi

- Vrsta zvijeri: Nekomata (magična, dvorepa mačka)

- Domaćin: Nema, prije je bila Yugito Nii

- Jedinstvene sposobnosti: Vatreni dah

- Status: Zarobio ju, izvukao iz domaćina i zapečatio Akatsuki

Dvorepa demonska mačka je goruća mačka s vatrenim dahom iz Zemlje Munje. Njezin domaćin bila je Yugito iz Kumogakurea, koju su zarobili članovi Akatsukija Hidan i Kakuzu nedugo nakon njezine prve pojave. Iako je svoja dva progonitelja namamila u zatvoren prostor, zapečatila sve izlaze i transformirala se u demonsku mačku, oni su je nadjačali i onesvijestili (kao što su je prikovali uza zid probivši kunaije kroz njezine ruke). Kasnije je došao Zetsu kako bi je preuzeo. U poglavlju 331 Akatsuki počinje izvlačiti zvijer iz Yugito, a s ritualom završava u poglavlju 332.

### Zanimljivosti
- Iako je dvorepi demon oslovljen kao Nekomata, on ne posjeduje jednake sposobnosti kao zvijer iz legende. Dok je za Nekomatu iz japanske narodne predaje rečeno da može oživjeti i upravljati mrtvima, Nekomata iz mange ima samo sposobnosti bazirane na vatri. Međutim, to je neizravna povezanost s jednim japanskim vjerovanjem da se duše mrtvih ukazuju u obliku lebdećih vatri, što je slično lutajućim plamenovima.

### Isobu
- Naziv: Trorepati Isobu

- Vrsta zvijeri: Kappa (zvijer nalik na kornjaču)

- Domaćin: Yagura

- Jedinstvene sposobnosti: Nepoznate

- Status: Zarobio ga i zapečatio Akatsuki

Trorepata zvijer je gigantski demon sličan kornjači kojeg su Deidara i njegov partner, Tobi, zarobili. Ta bi zvijer mogla imati temelje podrijetla na Gennou ili Kappi.
Njegove sposobnosti ostale su tajna, pošto nije viđeno kako je napalo dva člana Akatsukija u svojoj kratkoj pojavi. Dosta je brz bez obzira na svoju veličinu, kao što je viđeno kada je sustigao Tobija dok je ovaj trčao po vodi. Pošto je Trorepatom pažnja bila odvučena, Deidara je stvorio eksplozivnu glinenu ribu kako bi ga uhvatio. Nije poznato tko je završio borbu jer je njezin preostali dio ostao neviđen. Tobi se pobjedonosno hvalio kako je sredio Trorepatog, no Deidara nije mislio tako. U svojoj zadnjoj pojavi, Deidara je teglio onesviještenu zvijer pomoću dvije velike glinene ptice.
Za razliku od ostalih repatih zvijeri koje su do sada viđene, Trorepati nije imao domaćina. On je drugačiji od Shukakua Pijeska i Demonske Lisice jer nije bio inteligentan, što ga je učinilo nečim gorim od divlje životinje. Prema Deidari, nedostatak domaćina učinio je zvijer slabijom jer nije imala dovoljno inteligencije da upravlja svojom vlastitom snagom.
Vođa Akatsukija pozvao je svoje suradnike kako bi izveli ritual zapečaćivanja u poglavlju 327, a završili su ga u poglavlju 331.

### Son Gokuu
- Naziv: Četverorepi Son Gokuu

- Jedinstvene sposobnosti: Pristup mnogim vrstama paraelementarnih chakra

- Domaćin: Rooshi

- Status: Zarobio ga, izvukao iz domaćina i zapečatio Akatsuki

Domaćina Četverorepog, jednog postarijeg muškarca nepoznatog podrijetla, zarobio je Kisame Hoshigaki. Prema Kisameu, bila je to teška borba gdje se je morao suočiti s mnogim elementarnim fuzijama koje se ne vide često izvan ranga kekkei genkaija. Četverorepi je zapečaćen prije kraja poglavlja, što dovodi do smrti muškarca.

### Kokuoo
- Naziv: Petorepi Kokuoo

- Jedinstvene sposobnosti:

- Domaćin: Han

### Saiken
- Naziv: Šestorepi Saiken

- Jedinstvene sposobnosti:

- Domaćin: Utakata

### Choomei
- Naziv: Sedmorepi Choomei

- Jedinstvene sposobnosti:

- Domaćin: Fuu

### Gyuuki
- Naziv: Osmorepi Gyuuki

- Jedinstvene sposobnosti:

- Domaćin: Killer Bee

### Kurama
- naziv: Devetorepi Kurama

- Vrsta zvijeri: Lisica

- Domaćin: Naruto Uzumaki

- Jedinstvene sposobnosti: Bezgranična chakra, nevjerojatna snaga

- Status: Aktivna, zapečaćena u domaćina

- Japanski glas: Tesshō Genda

- Američki glas: Paul St. Peter

- Pol: MUŠKI

Devetorepa demonska lisica je uistinu moćna zvijer; jedan jedini zamah jednog od njezinih devet repova može podići tsunamije i sravniti planine. Napadi demonske lisice bili su naizgled nasumični. Jedini vidljivi razlog za njezino pojavljivanje je njezina privlačnost mjestima punih ljudske zlobe. Inače je zvijer skoro čiste zlonamjernosti. Inteligentna je i ima prezirnu te sadističku narav. 
Demonska lisica napala je Konohagakure dvanaest godina prije početka serijala. Nijedan od ninja iz sela nije bio u mogućnosti poraziti je, sve dok Četvrti Hokage, Minato Namikaze, nije došao suočiti se s njome. Minato je žrtvovao svoj život kako bi zapečatio lisicu u tijelo svog novorođenog sina, Naruta Uzumakija, s Pečatom proždiranja Demona Smrti. Rađe nego da zapečati svu moćnu chakru lisice, on je, međutim, zapečatio samo dio nje, dajući Narutu pristuo ostatku iz nepoznatih razloga. Prije izvođenja pečata Minato je Jiariyi dao ključ koji može pečat ili osnažiti, ili oslabiti, ako se ukaže potreba za time. Pečat prirodno postaje slabiji s godinama, a kada se razbije, demonska će lisica biti oslobođena.
Jiraiya sumnja da lisičin napad na selo nije bio slučajni događaj te da je umjesto toga bila prizvana od strane Madare Uchihe. Iako je misao, da bi lisica mogla biti prizvana samo jednom osobom, smatrana nemogućom, ona sama navodno poznaje Madaru; Tijekom svog susreta sa Sasukeom Uchihom u II. Dijelu, priznaje da je Sasukeova chakra, poput Madarine, zlokobnija nego njezina vlastita. Također se čini upoznatom s Uchiha klanom, iako je njezina veza s obitelji nejasna.
Jedina vidljiva indikacija da je Naruto lisičin domaćin su njegovi lisičji brkovi na licu te pečat na njegovu trbuhu, koji se pojavljuje pri oblikovanje chakre ili u direktnom kontaktu s njim. Također ima ubrzano iscjeljivanje ozljeda, gotovo nenadmašivu izdržljivost i pristup velikoj količini chakre demonske lisice. Tek nakon njgova saznanja o demonskoj lisici, on počinje činiti neku korist od nje. Prizivanjem lisičine chakre Naruto postaje sposoban izvesti jutsu koji bi bio nemoguć za ninju njegove dobi i kategorije. Naruto toj chakri može pristupiti na dva načina: Može se predati gnjevu, dopuštajući lisičinoj osobnosti da utječe na njegovu vlastitu, što ga čini krvoločnijim. Alternativno, može ući u svoju vlastitu podsvijest i konzultirati se s lisicom te je pitati za mali dio njezine snage. U tim slučajevima lisica iskazuje nevoljno poštovanje prema Narutu i Minatu.Iako lisica ispočetka pristaje na Narutove zahtjeve iz znatiželjnosti, kasnije to čini u pokušajima da poveća svoj utjecaj na njega. Također to čini kako bi očuvala sebe samu, pošto bi Narutova smrt automatski rezultirala njezinom. 
Kako Naruto priziva sve više i više lisičine chakre, ona počinje očitovati sebe u obliku repova. Naruto trenutačno može zadržati kontrolu nad svojim umom jedino tijekom svoje prva tri repa; kod četvrtog, on gubi sav svoj razum te počinje napadati sve i svakoga u svojoj blizini. U tim slučajevima, lisica se može zaustaviti jedino svladavanjem njezinog utjecaja, ili s Mokuton sposobnostima Yamata, ili posebnim Jiariyinim pečatom koji se nanosi direktno na Narutovo tijelo.   
Akatsuki je prvotno Itachiju Uchihi zadao da zarobi demonsku lisicu, no taj je zadatak kasnije predan vođi organizacije, Peinu.

### Zanimljivosti
- Devet repova demonske lisice odnose se na vjerovanje da lisica može posjedovati do devet repova. Inače, starija i moćnija lisica posjedovat će veći broj repova, a neki izvori kažu da će lisici dodatni repovi narasti tek nakon što proživi tisuću godina. Nakon tog vremena, broj će se povećati ovisno o njezinoj moći i mudrosti.

## Legenda o repatim zvijerima
Prema nekim fanovima, Legenda o repatim zvijerima  Arhivirana inačica izvorne stranice od 11. travnja 2008. (Wayback Machine) je epska priča iz japanske mitologije koju je autor Naruta, Masashi Kishimoto iskoristio kako bi stvorio repate zvijeri u svojem radu. No, čini se kako je to primjer internetski bazirane narodne predaje koja izvorno potječe s kineskog interneta.
Vjerodostojnost te legende se slomila kada je bila pomiješana s non-obožavateljskim izvorima japanske predaje. Naprimjer, zaIsonadea oblika morskog psa se drži da je Trorepapata zvijer te da posjeduje ribu suradnika zvanu Samehada (鮫肌, "Koža morskog psa"), pa je zato među fanovima bivao povezan s likom Kisameom Hoshigakijem, koji podosta liči na morskog psa te nosi mač po imenu Samehada. Uz to, Isonade u pravim legendama ima samo jedan dugi rep kojim ubija ljude na pučini. Jedna druga zvijer, Houkou, (zapravo kineska zvijer zvana Penghou), koja se naziva peterorepatom zvijeri, nema nijednog repa.  